# Truly: The Love Songs
Albums de Lionel Richie
Louder Than Words
(1996) Time
(1998)
Truly: The Love Songs est la deuxième compilation du chanteur américain Lionel Richie, sortie le 25 novembre 1997 chez Motown.
L'édition internationale comprend les titres My Destiny, Don't Wanna Lose You, Ballerina Girl, Still in Love et Oh No, qui ne figurent pas sur l'édition nord-américaine. De nombreux titres de cet album ont été interprétés avec les Commodores.

## Liste des titres
Toutes les chansons sont écrites et composées par Lionel Richie, sauf indication contraire.
| Édition internationale | Édition internationale           | Édition internationale                             | Édition internationale            | Édition internationale | Édition internationale | Édition internationale | Édition internationale | Édition internationale | Édition internationale |
| No                     | Titre                            | Auteur                                             | Album originel                    | Durée                  |                        |                        |                        |                        |                        |
| ---------------------- | -------------------------------- | -------------------------------------------------- | --------------------------------- | ---------------------- | ---------------------- | ---------------------- | ---------------------- | ---------------------- | ---------------------- |
| 1.                     | My Destiny                       |                                                    | Back to Front                     | 4:50                   |                        |                        |                        |                        |                        |
| 2.                     | Endless Love (avec Diana Ross)   |                                                    | Un amour infini (bande originale) | 4:26                   |                        |                        |                        |                        |                        |
| 3.                     | Three Times a Lady               |                                                    | Natural High                      | 3:36                   |                        |                        |                        |                        |                        |
| 4.                     | Don't Wanna Lose You             | - James Harris III - Terry Lewis - Lionel Richie   | Louder Than Words                 | 5:01                   |                        |                        |                        |                        |                        |
| 5.                     | Hello                            |                                                    | Can't Slow Down                   | 4:08                   |                        |                        |                        |                        |                        |
| 6.                     | Sail On (avec les Commodores)    |                                                    | Midnight Magic                    | 3:58                   |                        |                        |                        |                        |                        |
| 7.                     | Easy (avec les Commodores)       |                                                    | Commodores                        | 4:14                   |                        |                        |                        |                        |                        |
| 8.                     | Say You, Say Me                  |                                                    | Can't Slow Down                   | 4:05                   |                        |                        |                        |                        |                        |
| 9.                     | Do It to Me                      |                                                    | Back to Front                     | 6:02                   |                        |                        |                        |                        |                        |
| 10.                    | Penny Lover                      |                                                    | Can't Slow Down                   | 3:50                   |                        |                        |                        |                        |                        |
| 11.                    | Truly                            |                                                    | Lionel Richie                     | 3:16                   |                        |                        |                        |                        |                        |
| 12.                    | Still (avec les Commodores)      |                                                    | Midnight Magic                    | 3:46                   |                        |                        |                        |                        |                        |
| 13.                    | Love Will Conquer All            | - Lionel Richie - Greg Phillinganes - Cynthia Weil | Dancing on the Ceiling            | 4:20                   |                        |                        |                        |                        |                        |
| 14.                    | Sweet Love (avec les Commodores) |                                                    | Movin' On                         | 3:22                   |                        |                        |                        |                        |                        |
| 15.                    | Ballerina Girl                   |                                                    | Dancing on the Ceiling            | 3:40                   |                        |                        |                        |                        |                        |
| 16.                    | Still in Love                    |                                                    | Louder Than Words                 | 4:33                   |                        |                        |                        |                        |                        |
| 17.                    | Oh No (avec les Commodores)      |                                                    | In the Pocket                     | 3:00                   |                        |                        |                        |                        |                        |
| 18.                    | Just to Be Close to You          |                                                    | Hot on the Tracks                 | 3:30                   |                        |                        |                        |                        |                        |
| 19.                    | Stuck on You                     |                                                    | Can't Slow Down                   | 3:17                   |                        |                        |                        |                        |                        |
| 68:28                  |                                  |                                                    |                                   |                        |                        |                        |                        |                        |                        |

## Classements et certifications
| Classement (1997–1998)           | Meilleure position |
| -------------------------------- | ------------------ |
| Allemagne (Media Control AG)     | 73                 |
| Australie (ARIA)                 | 74                 |
| Autriche (Ö3 Austria Top 40)     | 33                 |
| Europe (European Top 100 Albums) | 15                 |
| Nouvelle-Zélande (RIANZ)         | 35                 |
| Pays-Bas (Mega Album Top 100)    | 22                 |
| Royaume-Uni (UK Albums Chart)    | 8                  |
| Suède (Sverigetopplistan)        | 8                  |
| Suisse (Schweizer Hitparade)     | 34                 |

| Région                                                               | Certification | Ventes/Streams |
| -------------------------------------------------------------------- | ------------- | -------------- |
| Brésil (ABPD)                                                        | Or            | 100 000*       |
| États-Unis (RIAA)                                                    | Or            | 500 000^       |
| France (SNEP)                                                        | Or            | 100 000*       |
| Royaume-Uni (BPI)                                                    | Platine       | 300 000^       |
| *Ventes selon la certification ^Mise en rayon selon la certification |               |                |